# Dimmi come fare, lo faccio
Dimmi come fare, lo faccio è un singolo del rapper italiano Tredici Pietro pubblicato il 5 agosto 2020 dalla Universal.

## Tracce
Testi di Pietro Morandi, musiche di Matteo Novi.
1. Dimmi come fare, lo faccio – 3:11